# سامي شريف شهاب
سامي شريف شهاب الحاج أحمد الناصري (1937م - 23 تشرين الثاني 2011) جيولوجي عراقي، وأول نقيب للجيولوجيين العراقيين (1968-1971)، ورئيس الاتحاد العام للجيولوجيين العرب وعضو لجنته المؤسِّسة، ونائب الاتحاد العالمي للجيولوجيين سنة 1980، وقيادي بعثي متقدم، ومدير عام مديرية المسح الجيولوجي والتحرّي المعدني، ومدير عام شركة المعادن الوطنية العراقية (1970) والمستشار الفني والمدير العام للعمليات الاستكشافية لشركة النفط الوطنية العراقية، ورئيس شركة نفط الشمال في كركوك حتى شهر شباط سنة 1990، وعضو مجلس إدارة الشركة العربية للخدمات البترولية ( أبسكو) في ليبيا، ورئيس مجلس إدارة الشركة العربية لحفر وصيانة الأبار في البصرة، ووكيل وزارة النفط (حتى سنة 1990)، ثم مستشار الشؤون النفطية بالوزارة، ورئيس الهيئة الإدارية لنادي واحد حزيران سنة 1989، كان سامي مستشاراً مؤثراً في المفاوضات مع شركات النفط العالمية حين تأميم النفط في حزيران سنة 1972م، واكتشف بنفسه عدة آبار نفط في العراق بعد التأميم وساعد على تأسيس شركة نفط الشمال. اُعتقلَ سامي سنة 1959م بتهمة توزيع منشورات للحزب الشيوعي، واشترك يوم 27 آذار سنة 1961 في مظاهرات إضراب البنزين في الأعظمية لمدة 5 أيام، حين كان طالباً. وله عدة مقالات منشورة وكتاب (Subsurface geology of part of Pennsylvanian System) سنة 1964، وكتاب (Tectonic Genesis of the Ozark up - lift) سنة 1968، سامي شريف شهاب ابنُ أخي حماد شهاب، وأخو سامي هو العقيد الركن عدنان شريف شهاب، وهم من قرية المحزم، وكلهم من عشيرة اللطيفات من البو ناصر. وبعد ما وصل الغزو الأمريكي للعراق إلى تكريت واحتلتها القوات الأمريكية، ذكر ستيف راسيل أن سامي شريف كان من أوائل الذين حاورتهم قوات الاحتلال في شهر أيار سنة 2003. وفي شهر تشرين الثاني سنة 2003، أعلنَ مجلس الحكم عن قائمة الأشخاص المحجوزة أموالهم من أقارب صدام حسين، وذُكر فيها سامي شريف شهاب.